# Heinrich von Bibra

Heinrich von Bibra (Gemälde von Johann Andreas Herrlein)

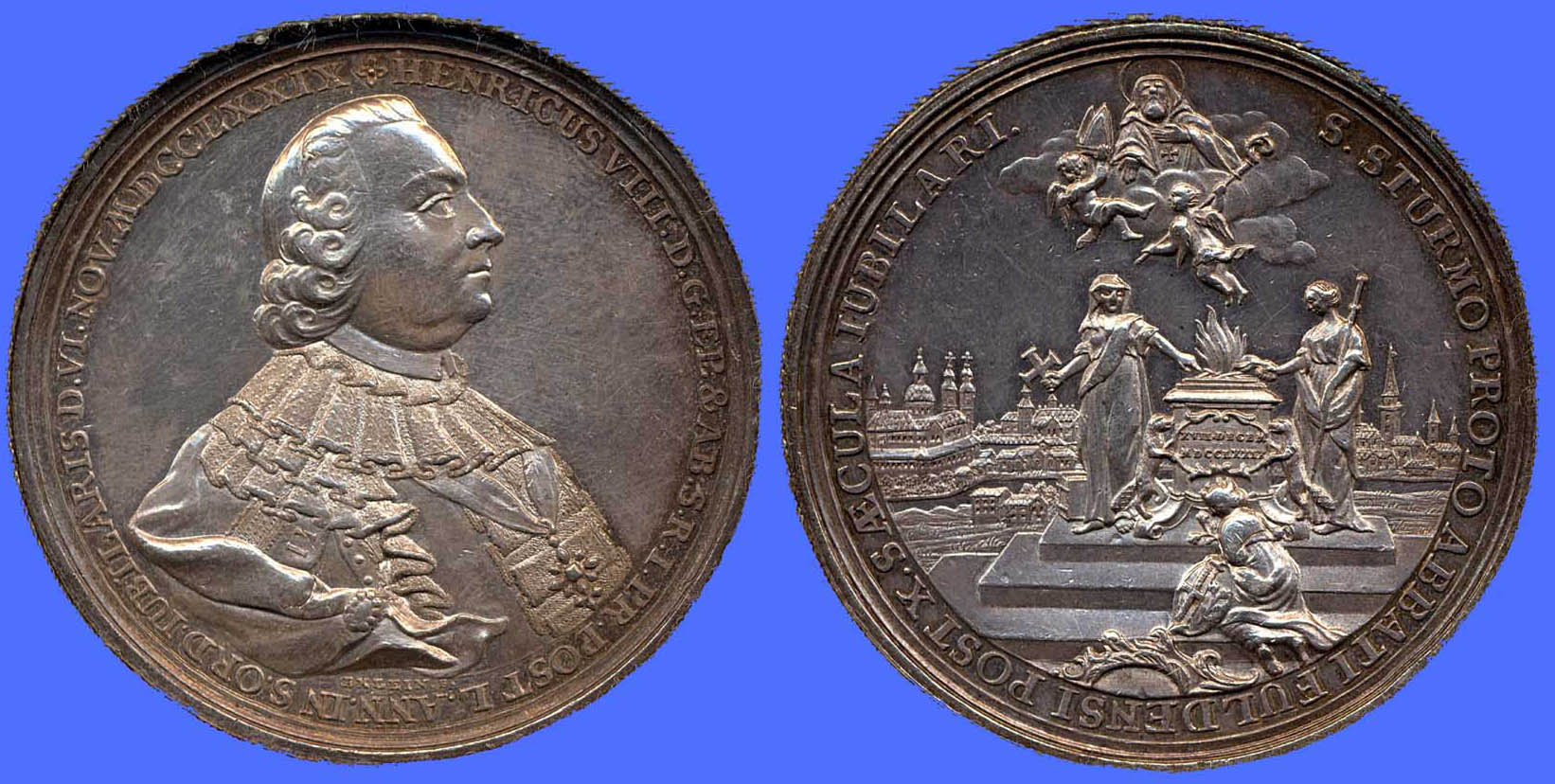
Medaille Heinrich von Bibras von 1779 aus Anlass seines Goldenen Ordensjubiläums (Vorderseite) und des 1000. Todesjahres des Gründerabtes Sturmius (Rückseite)

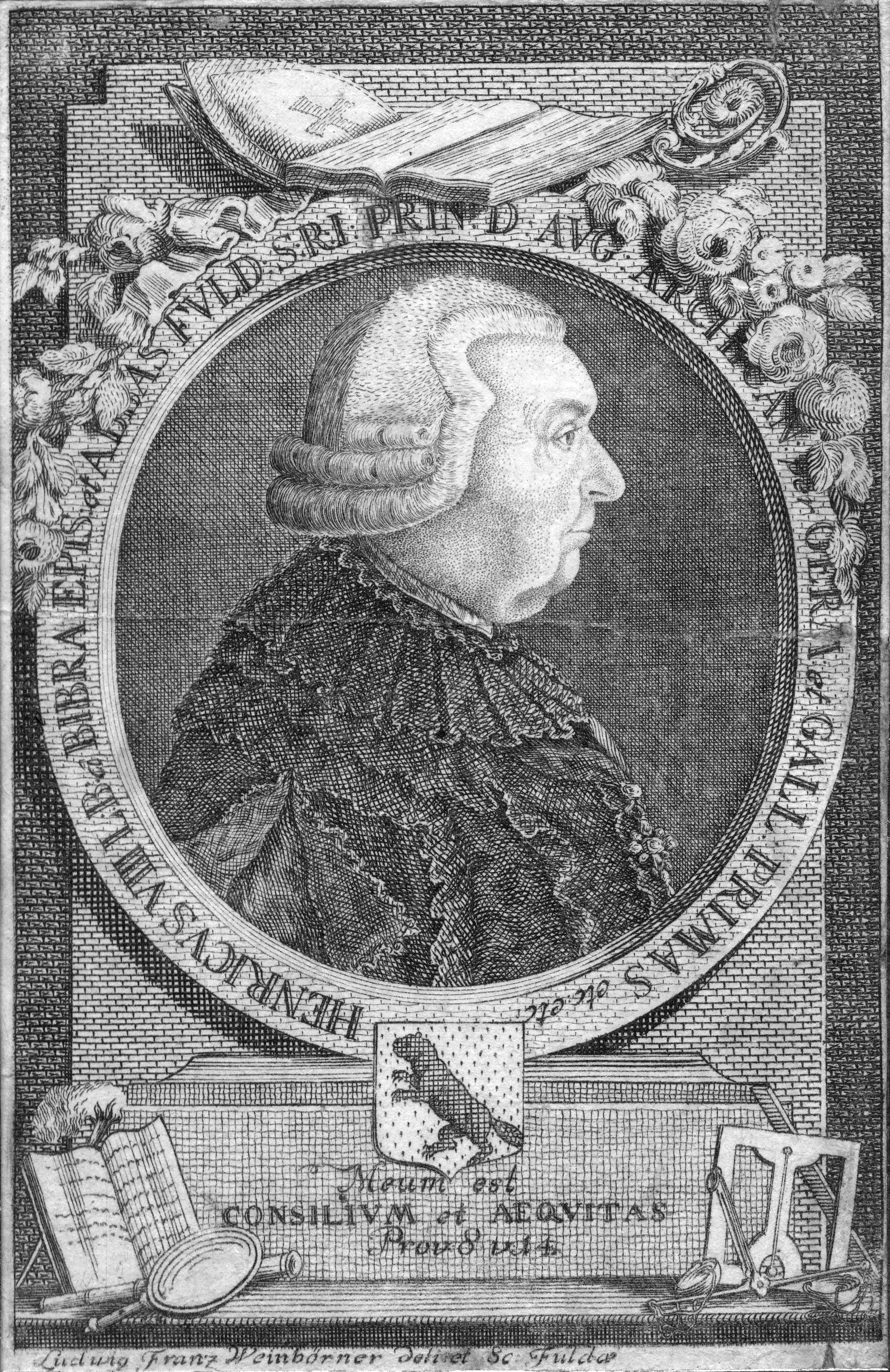

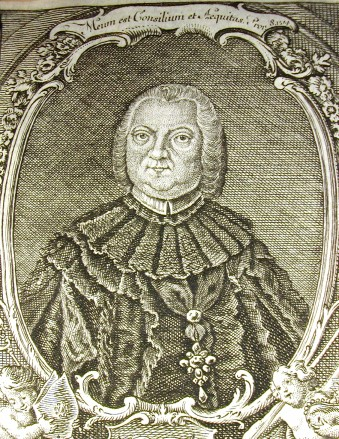
Kupferstich aus Calendarium Parum Capituli Fuldensis, Fulda 1779

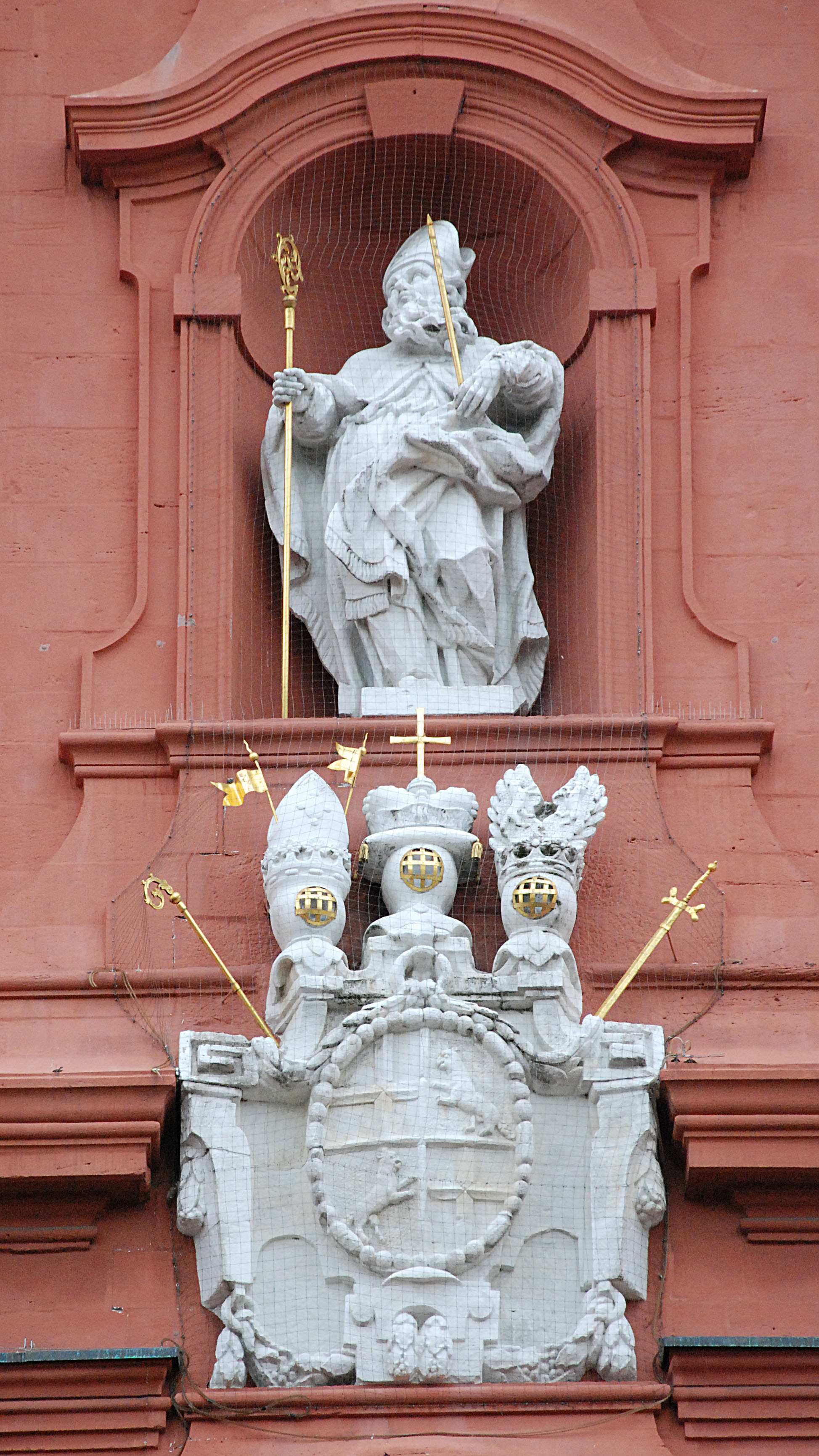
Wappen Heinrichs VIII. an der Stadtpfarrkirche St. Blasius in Fulda

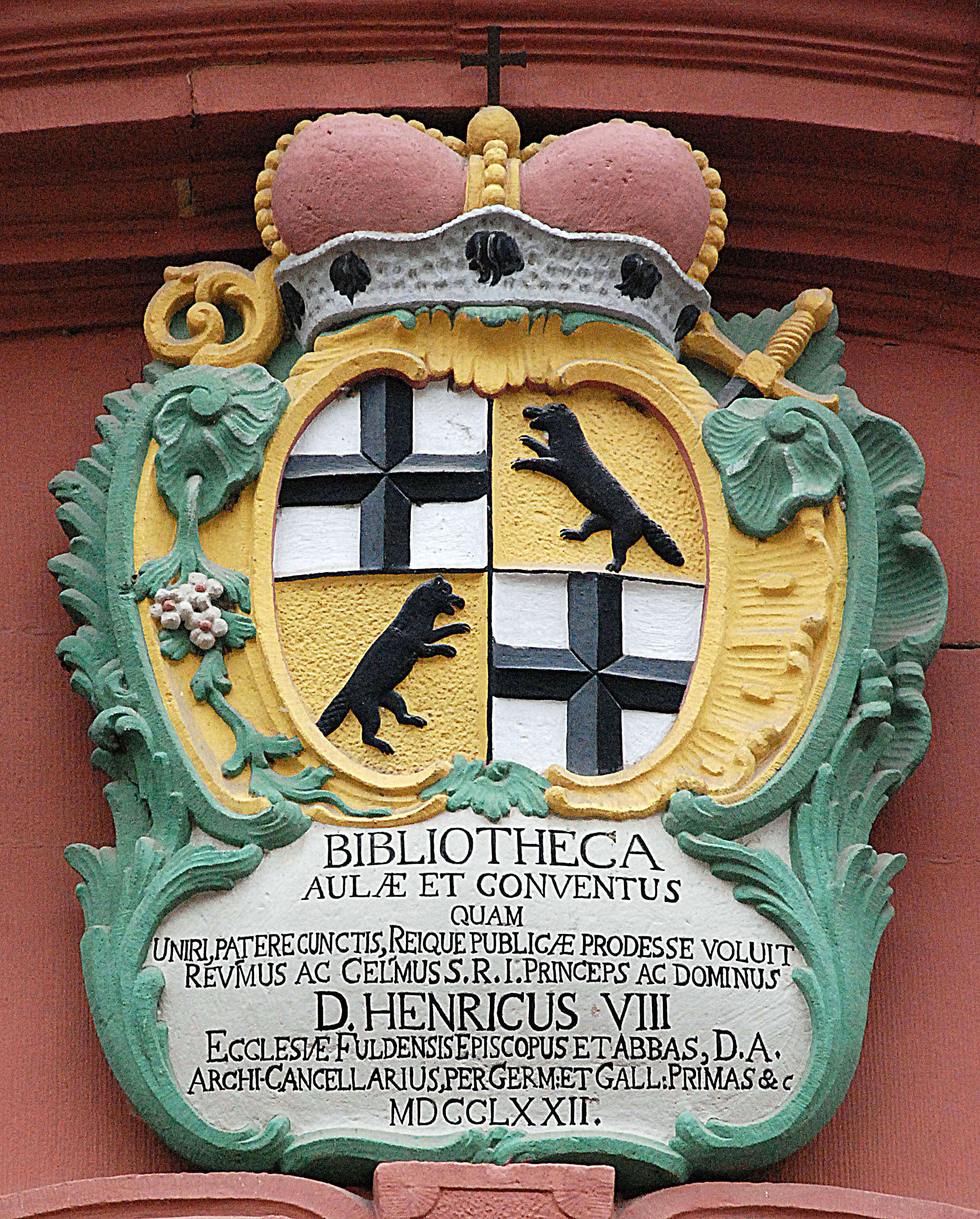
Wappen Heinrichs VIII. an der Bibliothek der Theologischen Fakultät Fulda

Heinrich (Karl Sigismund) von Bibra OSB (* 22. August 1711 in Schnabelwaid; † 25. September 1788 in Fulda) war als Heinrich VIII. Fürstbischof und Fürstabt von Fulda.

## Leben

### Ausbildung
Der Fuldaer Fürstbischof Heinrich von Bibra entstammte einem alten fränkischen Adelsgeschlecht und war der Sohn des Generals Heinrich Karl von Bibra sowie dessen Gattin Maria Johanna Theresia geb. von Eyb (* 1685).
1725 immatrikulierte er sich in der Poetikklasse der Bamberger Akademie. Nach abgelegter Ahnenprobe erfolgte am 6. November 1729 die feierliche Aufschwörung im adeligen Benediktinerkonvent von Fulda. Am 12. November 1730 legte Bibra mit dem Ordensnamen Heinrich die Profess ab. Am 23. Dezember 1730 erhielt er die Tonsur und die niederen Weihen und am 28. Februar 1733 die Subdiakonenweihe in Fulda.

### Weihen und Ämter
Seine theologische Ausbildung erhielt Bibra zunächst am Hausstudium des Fuldaer Benediktinerklosters. Vermutlich im Sommer 1733 wechselte er zu weiteren Studien nach Rom. Nach seiner Rückkehr empfing er am 5. März 1735 die Diakonen- und wenig später, am 9. April 1735, die Priesterweihe. Mit der Priesterweihe war dem adeligen Mönch die Option auf eine der fünfzehn Kapitelsstellen im Hochstift sicher. Im Jahr 1750 wurde er in das Gremium aufgenommen. Fürstabt Amand von Buseck benannte den neuen Stiftskapitular am 22. August 1751 zum Superior des Konvents, der die Stelle des Abtes vertrat. Im Rahmen seiner Zwischenregierung nach dem Tod Fürstbischof Busecks erhielt Bibra am 22. Dezember 1756 das Amt des Forstpräsidenten. Im Jahr 1759 machte ihn Fürstbischof Adalbert II. von Walderdorff zum Präsidenten der Hofrentkammer, der fürstlichen Finanzverwaltung.

### Bischofsamt
Sein Bischofsamt übernahm Bibra in den Wirren des Siebenjährigen Krieges. Nach seiner Wahl durch das Fuldaer Domkapitel am 22. Oktober 1759 zum 83. Abt des Klosters und dritten Fürstbischof von Fulda floh Bibra aus der Residenzstadt, kehrte jedoch, wann immer es die Situation erlaubte, zurück, um seinen Aufgaben nachkommen zu können. Nach dem in Köln geführten Informativprozess bestätigte Papst Clemens XIII. am 24. März 1760 die Bischofswahl Bibras. Am 12. August 1760 zog Bibra, der sich den Wahlspruch „Consilio et Aequitate – bedachtsam und gerecht“ gewählt hatte, in Fulda ein. Am Sonntag, dem 14. September 1760, spendete ihm schließlich im Fuldaer Dom sein Cousin, der Freisinger Weihbischof Franz Ignaz Albert von Werdenstein, die Bischofsweihe.

### Erneuerung
Erst nach dem Frieden von Hubertusburg am 15. Februar 1763 konnte Bibra endgültig nach Fulda zurückkehren. Sein erstes Ziel war, eine Übersicht über die Verhältnisse im Hochstift zu gewinnen, das von den Jahren des Krieges hart gezeichnet war. Zu diesem Zweck reiste er durch alle Ämter des Stiftes. Dass er dabei auf das sonst übliche höfische Zeremoniell weitgehend verzichtete, darf einerseits als Reaktion auf die Not der Menschen, andererseits auch als Ausdruck des Selbstverständnisses des Fürstbischofs gewertet werden. Im August nahm Bibra schließlich die feierlichen Huldigungen seiner Untertanen entgegen. Wohl aufgrund der Kriegswirren erfolgte die kaiserliche Bestätigung der Regalien des Hochstift erst am 15. Dezember 1764.
Zu den kirchlichen Maßnahmen gehörte die Schaffung neuer Grundlagen für die pastorale Arbeit. 1762 erschien ein neuer Jugendkatechismus, 1765 ein Diözesanrituale und 1778 das neue Gesangbuch, alle verfasst von P. Augustinus Erthel.
Wichtiges Anliegen war die Aus- und Weiterbildung des Klerus. Nach der Auflösung des Päpstlichen Seminars in Fulda stiftete Bibra das Bischöfliche Priesterseminar und ordnete die Ausbildung neu. Für die Seelsorgsgeistlichen führte er regelmäßige Pastoralkonferenzen ein. Vielfältig ist sein Bemühen, die Frömmigkeitspraxis zu reformieren. Wegen vorgefallener „Ausschweifungen und Unordnungen“, aber auch aus wirtschaftlichen Motiven wurden verschiedene Wallfahrten verboten.

### Reformen
Besondere Beachtung verdient die unter Heinrich von Bibra im Hochstift Fulda ins Leben gerufene Schulreform. Eine von ihm eingesetzte Schulkommission versuchte die Mängel des bisherigen Systems zu beheben. Die Gründung einer Ausbildungsstätte für Lehrer im Jahr 1775 und die 1781 erlassene Schulordnung waren die Kernpunkte dieses auch andernorts beachteten Programms. In wirtschaftspolitischer Hinsicht war die Regierung Bibras von merkantilistischen Vorstellungen geprägt. Die heimische Wirtschaft wurde durch zahlreiche größere Bauvorhaben, darunter die 1773–1785 errichtete Fuldaer Stadtpfarrkirche, und die Gründung eigener Manufakturen belebt. In den Jahren 1764–88 führte er ein im alten Reich fast einzigartiges Straßen- und Brückenbauprogramm durch. Zur Verbesserung der Lebensbedingungen der überwiegend bäuerlichen Bevölkerung wurden neue landwirtschaftliche Methoden propagiert, der Getreidehandel intensiviert und die Viehzucht gefördert. Zu seinen volkswirtschaftlichen Großtaten zählte das 1765 errichtete Schlachthaus „uffm Reyfenbergcke“ – der „älteste Schlachthof Deutschlands“.
Seine letzten Lebensjahre sind von verschiedenen Krankheiten gezeichnet. Am 25. September 1788 verstarb Bibra in Fulda und wurde vor dem Adolf von Dalberg Grabmal vor der Kanzel des Domes beigesetzt.

## Würdigung
Bibra verkörpert in Fulda den aufgeklärten Typus des pflichtbewussten Regenten, der sich als erster Diener seines Staates und als verantwortlicher Hirte seines Bistums verstand. Die neue Kategorie der Nützlichkeit zeigt sich allein schon an seiner Bautätigkeit, die sich ausnahmslos auf funktional notwendige Gebäude wie die öffentliche Bibliothek oder die neue Stadtpfarrkirche konzentrierte. Trotz vieler Reformen im kirchlichen wie profanen Bereich folgte Bibra nicht dem Beispiel radikaler Aufklärer. Wenngleich seine Reformen vielfach auf den heftigen Widerstand der Bevölkerung stießen, hatten sie doch großteils nachhaltige Wirkungen. Entgegen dem seit Jahrhunderten üblichen Brauch verzichtete er zu Lebzeiten auf die Errichtung eines eigenen Grabmonumentes, das ihm auch nach seinem Tod nicht mehr errichtet wurde, was ein letzter, noch heute sichtbarer Ausdruck seiner Geisteshaltung ist. In Fulda sind ein Platz, eine Straße (Heinrichstraße) und die städtische Realschule nach ihm benannt.
Siehe auch: Bistum Fulda